# Centaurea microlopha
Centaurea microlopha — вид квіткових рослин айстрових (Asteraceae). Ендемік Туреччини.

## Морфологічна характеристика
Рослина 10–25 см заввишки; стебло від прямовисного до висхідного; прикореневі та нижні листки 10–12 см завдовжки; синцвіття 3–4-голові; вії ≈ 1 мм.